# Хоменко, Сергей Дмитриевич
Сергей Дмитриевич Хоменко (1914—1981) — сержант Советской Армии, участник Великой Отечественной войны, Герой Советского Союза (1944).

## Биография
Сергей Хоменко родился 14 сентября 1914 года в селе Максим (ныне — Козелецкий район Черниговской области Украины). После окончания ремесленной школы в Чернигове работал плотником, столяром на шахтах в Донбассе, позднее поступил на службу в военизированную охрану Киевского речного порта. В 1936—1938 годах Хоменко служил в Рабоче-крестьянской Красной Армии. В январе 1944 года он повторно был призван в армию. С марта того же года — на фронтах Великой Отечественной войны, в звании сержанта командовал отделением 1176-го стрелкового полка 350-й стрелковой дивизии 13-й армии 1-го Украинского фронта. Отличился во время освобождения Польши.
16 июля 1944 года во время боя за село Торки отделение Хоменко ворвалось в немецкие траншеи. В том бою Хоменко лично уничтожил немецкий пулемёт, благодаря чему батальон успешно продвинулся вперёд. 24 июля 1944 года Хоменко одним из первых переправился через реку Сан и протянул через неё канат, благодаря чему переправился весь батальон. В бою на плацдарме он отразил 2 контратаки немецких войск, уничтожив 12 солдат противника. 29 июля во время переправы через Вислу в районе населённого пункта Лонжак к юго-западу от Сандомира Хоменко первым форсировал реку и возглавил группу прикрытия переправы. В том бою он лично уничтожил 30 вражеских солдат и офицеров.
Указом Президиума Верховного Совета СССР от 23 сентября 1944 года за «образцовое выполнение боевых заданий командования и проявленные при этом мужество и героизм» сержант Сергей Хоменко был удостоен высокого звания Героя Советского Союза с вручением ордена Ленина и медали «Золотая Звезда» за номером 4591.
В 1946 году Хоменко был демобилизован. Проживал в Киеве, работал начальником команды военизированной охраны Днепровского бассейна на Киевском шлюзе. Умер 21 января 1981 года, похоронен на Лукьяновском военном кладбище Киева.
Был также награждён рядом медалей.